# 中市区 (合肥市)
中市区是中华人民共和国安徽省合肥市旧区名，始建制于1963年8月更名南市区为中市区，同时撤销南市人民公社，为今天安徽省合肥市庐阳区的主要组成部分。2002年3月与合肥市郊区所属的三十岗乡、杏花村镇、大杨镇合并成为庐阳区。